# Revista pădurilor
Revista pădurilor este o revistă științifică ce apare neîntrerupt din 1886, fiind cea mai veche revistă tehnico științificâ cu apariție neîntreruptă din România. Societatea Progresul Silvic si  Biblioteca Academiei Române dispune de întreaga colecție.
În prezent este editată de Societate Progresul silvic și trimisă în peste 30 de țări.

## Progresul Silvic
În perioada 1886-1948 Societatea „Progresul Silvic” a avut un rol de cea mai mare importanță și eficacitate pentru conservarea pădurilor, pentru promovarea conștiinței forestiere a românilor și a conducătorilor acestora. Prin organul ei de publicitate – Revista pădurilor – „a strâns, a precizat idealuri și a înălțat rândurile Corpului silvic. Ea a căutat în același timp să creeze o înțelegere generală pentru restul pădurilor, pentru menirea tânărului Corp silvic și pentru însemnătatea economiei forestiere ce se năștea [....]. În tot timpul existenței a concentrat în jurul ei întreaga mișcare silvică a epocii, căreia a căutat să-i înlesnească accesul în opinia publică” (Societatea „Progresul Silvic”, 1936). După Marin Drăcea (Revista pădurilor, 1956, nr. 10), „Revista pădurilor” „a fost organul central și permanent al cugetării silvice în spațiul carpato-ponto-danubian [....] n-a fost numai un organ de informare științifică și practică, ci și un organ activ de atitudine, care a apărat cu curaj bunăstarea economiei forestiere”. Același autor a evidențiat lupta acestei publicații pentru „Încadrarea învățământului superior silvic în Universitate sau în Politehnică, cu accentuarea importanței pregătirii inginerului silvic pentru înțelegerea faptelor social-economice, precum și lupta dusă de aceeași revistă pentru educația silvică a maselor și crearea unei conștiințe forestiere”.

## Indexare
Revista pădurilor este indexată în:
- Google Scholar[6]
- CABI[7]
- Index Copernicus[8]
- RePEc[9]

## Colegiul de redacție
În continuare prezentăm membrii colegiului de redacție:

### Redactor responsabil
prof. dr. ing. Stelian Alexandru BORZ Arhivat în 1 decembrie 2017, la Wayback Machine.

### Membri
- prof. dr. ing. Ioan Vasile Abrudan
- dr. ing. Ovidiu Badea
- dr. ing. Florin Borlea
- acad. Victor Giurgiu
- ing. Florian Munteanu
- dr. ing. Ion Machedon
- prof. dr. ing. Dumitru-Romulus Târziu
- dr. ing. Romică Tomescu